# آنکوندرومنا
آنکوندرومنا (به لاتین: Ankondromena) یک منطقهٔ مسکونی در ماداگاسکار است که در منابه واقع شده‌است. آنکوندرومنا ۸٬۰۰۰ نفر جمعیت دارد و ۲۱۶ متر بالاتر از سطح دریا واقع شده‌است.